# Marquem Gonçalves Ferreira
Marquem Gonçalves Ferreira (nacido el 30 de noviembre de 1983) es un exfutbolista brasileño que se desempeñaba como defensa.

## Trayectoria

### Clubes
| Club                      | País   | Año         |
| ------------------------- | ------ | ----------- |
| Vegalta Sendai            | Japón  | 2002 - 2003 |
| Juventude                 | Brasil | 2003 - 2006 |
| Noroeste                  | Brasil | 2006 - 2007 |
| 15 de Novembro            | Brasil | 2007        |
| Cascavel                  | Brasil | 2007        |
| Liga Desportiva de Maputo | Brasil | 2008        |
| América                   | Brasil | 2008        |
| Anápolis                  | Brasil | 2008 - 2009 |
| Camboriú                  | Brasil | 2009 - 2010 |
| Canoas                    | Brasil | 2010        |
| Campinense                | Brasil | 2010 - 2011 |